# Tamborita (Bolivia)

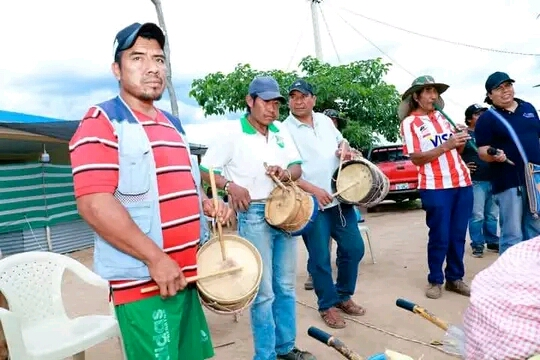
Músicos tocando tamborita en Bolivia

La tamborita es un tipo de ensamble folklórico boliviano. Usualmente su instrumentación consiste en tamborita (un tipo de bombo), caja redoblante, flauta de diversos materiales, maracas y platillos.
Su repertorio abarca chobenas, carnavales, polcas, cuecas, cumbias, canciones bolivianas